# Florina Diaconu
Florina Gabriela Diaconu, coniugata Stanici (Bucarest, 1º gennaio 1982), è una cestista rumena.

## Carriera
Con la Romania ha disputato i Campionati europei del 2005.